# Подуст, Михаил Александрович
Михаи́л Алекса́ндрович По́дуст (укр. Миха́йло Олекса́ндрович По́дуст; 18 ноября 1921, Дунаевцы, Подольская губерния, Украинская ССР — 29 января 2015, Киев) — полковник Советской армии, ветеран Великой Отечественной войны, писатель, публицист, педагог.

## Биография
Родился 18 ноября 1921 года в городе Дунаевцы Подольской губ., Украинская ССР, в семье служащего.
Мать — Подуст (Пилержинская) Татьяна Ивановна (1894—1989 гг.), родом из с. Пудловцы под Каменец-Подольским. Отец — Подуст Александр Александрович (1887—1932 гг.), родился в Каменец-Подольском, закончил 1-ю киевскую гимназию и юридический факультет Киевского университета, следователь в прокуратуре городов Дунаевцы и Каменец-Подольский. Дед — Подуст Александр Ефимович, статский советник, преподаватель физики и математики в гимназиях городов: Черкассы, Каменец-Подольский, Новгород-Северский, Киев.
В 1930 году семья из Дунаевцев переезжает в Каменец-Подольский, где прошло детство Михаила. Учился в школе № 2.
В 1939 году поступил в Сумское артиллерийское училище. 6 июня 1941 года, как отличнику учёбы, было присвоено звание лейтенанта, после чего получил назначение на должность командир взвода — начальника разведки в 1-й гаубичный артиллерийский дивизион 489-го гаубичного артиллерийского полка 132 стрелковой дивизии (г. Полтава). А 28 июня 1941 года уже участвовал в первом бою с немцами на западной окраине села Люблино в Могилёвской области.

### Великая Отечественная война
Со 2 июля 1941 года по 15 августа 1941 год — начальник разведки 1-го гаубичного артиллерийского дивизиона (122 мм гаубицы), позже начальник разведки, а потом начальник штаба 3-го гаубичного артиллерийского дивизиона (152 мм гаубицы) 489-го гаубичного артиллерийского полка 132-й стрелковой дивизии 13-й армии Западного фронта. Под Ярцево 489-й гаубичный артиллерийский полк расформировали.
С августа 1941 года по декабрь 1941 года — командир полкового топографического взвода штабной батареи 426-го гаубичного артиллерийского полка 126-я стрелковой дивизии Западного фронта. Под Москвой полк был перенумерован в 511-й гаубичный артиллерийский полк и передан в 133-ю стрелковую дивизию.
С декабря 1941 года по январь 1942 года — командир взвода управления 4-й батареи 511-го гаубичного артиллерийского полка 18-й гвардейской стрелковой дивизии (бывшая 133-я стрелковая дивизия) Западного фронта.
С января 1942 года по 15 мая 1942 год — командир 4-й батареи 511-го гаубичного артиллерийского полка 18-й гвардейской стрелковой дивизии Западного фронта.

В составе полка защищал Москву. Под Москвой вызывал на себя огонь гвардейских миномётов «Катюша». Уничтожил 7 вражеских танков: 3 танка лично бутылками с зажигательной смесью и связкой гранат, 4 танка артиллерийским огнём с закрытых позиций. Про один из таких случаев сообщало Советское Информбюро в вечернем сообщении 18.05.1942 г.: 
«Наши разведчики обнаружили на опушке леса два замаскированных вражеских танка и сообщили об этом командиру артиллерийской батареи старшему лейтенанту Подуст. Батарея открыла огонь и уничтожила один танк. Другой танк был уничтожен огнём соседней батареи».
С мая 1942 года по осень 1942 года — командир 4-й батареи 593-го армейского истребительного противотанкового артиллерийского полка 49 армии Западного фронта.
С осени 1942 года по 13 августа 1944 год — начальник штаба 593-го армейского истребительного противотанкового артиллерийского полка 49 армии Западного фронта. Полк в октябре 1943 года прямой наводкой противотанковых 76 мм пушек ЗИС-42 поддерживал польскую дивизию им. Костюшко в её первом бою под Ленино. После боя М. А. Подуст был награждён орденом Боевого Красного Знамени. Используя хитрость и тактический манёвр ночью в ходе наступления в Белоруссии, полк одним из первых вошёл в город Могилёв. За успешные действия полка в операции «Багратион» М. А. Подуст был награждён второй правительственной наградой — орденом Отечественной войны I степени.
С 1 сентября 1944 года по декабрь 1944 года — учёба в Высшей офицерской артиллерийской штабной школе, сначала в городе Бронницы, потом в городе Коломна. 
С 25 декабря 1944 года по 9 мая 1945 год — начальник штаба 354 артиллерийского Краснознаменного орденов Суворова и Кутузова полка 139 стрелковой Рославльской Краснознаменной ордена Суворова дивизии 49 армии 2-го Белорусского фронта. Полк участвовал в боях за освобождение Польши и её столицы — Варшавы, в форсировании Одера и Берлинской орерации. За успешные выполнения поставленных задач в ходе Берлинской орерации майор Подуст М. А. был награждён орденом Красной Звезды. Расписался на Рейхстаге.

### После войны
C 9 мая 1945 год по 4 июня 1946 года — начальник штаба 354-го артиллерийского полка 139 стрелковой дивизии 49-я армии. Полк сначала находился недалеко от Магдебурга, позже в Аннабурге (Германия). В феврале 1946 года дивизия передислоцировалась в УССР, ХВО (штаб дивизии в Славянск, а полк в Святогорск) и была расформирована в июне 1946 года.
С 4 июня 1946 года по 3 октября 1949 год — офицер-воспитатель Харьковского артиллерийского училища, 1-я батарея. Был избран секретарём партийной организации училища и депутатом Харьковского городского Совета. Стал председателем оборонной комиссии Харькова.
С 3 октября 1949 года по 25 мая 1954 года — учёба в Военной артиллерийской академии им. Дзержинского на командном факультете по специальности «командно-штабная наземная артиллерия».
С 25 мая 1954 года по 29 октября 1955 года — командир 470-го артиллерийского полка 155-й стрелковой дивизии 14-го гвардейского стрелкового корпуса в Днепропетровске, КВО.
С 29 октября 1955 года по 23 ноября 1956 года — командир 467-го артиллерийского полка 112-й стрелковой дивизии 20-го гвардейского стрелкового корпуса в г. Белая Церковь, КВО.
С 23 ноября 1956 года по 4 мая 1957 года — командир 692-го артиллерийского полка 9-й механизированной дивизии (12.03.57 г. переименована в 82 мсд) 18-й армии, Котбус, Группа советских войск в Германии. 15 марта 1957 года получил из рук министра Обороны СССР маршала Советского Союза Жукова Г. К. погоны полковника.
С мая 1957 года по 11 апреля 1958 года — командующий артиллерией 82 мсд 18 гв. армии, ГСВГ. Летом 1958 года дивизия была выведена в СССР и расформирована.
C 11 апреля 1958 года по 22 октября 1960 года — командующий артиллерией 20 гв. мсд 18 гв. армии, г.Гримма, ГСВГ. За хорошие результаты осенней контрольной проверки 1958 года Командующий артиллерией 18 армии генерал-майор Кузьмин С. Е. наградил М. А. Подуста охотничьем ружьём «Зауэр 2 кольца».
С 22 октября 1960 года по 21 сентября 1961 года был направлен и закончил на «отлично» Высшие артиллерийские академические курсы при Военной артиллерийской командной академии в Ленинграде.
С 21 сентября 1961 года по 24 октября 1968 года — командир 27-й ракетной бригады в г. Белая Церковь. Избирался депутатом Киевского областного и Белоцерковского городского Советов, избирался членом парткомиссии КВО. В 1966 году 27 РБР была переведена из Белой Церкви в городок возле Рюдерсдорфа, ГСВГ. В 1967 году за отличные результаты в боевой и политической подготовке награждён орденом Красной Звезды.
C 24 октября 1968 года по 14 июня 1976 года преподавал на кафедре общей тактики и оперативного искусства Киевского высшего зенитного ракетного инженерного училища им. С. М. Кирова, будучи начальником кафедры удостоен ордена «За службу Родине в Вооружённых Силах СССР» III степени.
14 июня 1976 года в возрасте 55 лет уволился из армии. С 1976 года по 1996 год работал на различных должностях. После выхода на пенсию занялся журналистикой, внештатный корреспондент газеты "Народная армия" — печатного органа Министерства обороны Украины. Занимался пропагандой патриотизма среди молодежи. Выступал с лекциями в школах и вузах, среди солдат.
29 января 2015 года на 94 году жизни умер в Киевском военном госпитале. Похоронен рядом с женой на Берковецком кладбище в Киеве.

## Воинские звания
- лейтенант — присвоено 6 июня 1941 г. приказом № 00246 НКО СССР;
- старший лейтенант — 31 января 1942 г. приказом № 042 командующего 49-й армии;
- капитан — 16 мая 1942 г. приказом № 0566 Западного фронта;
- майор — 11 февраля 1943 г. приказом № 0154 Западного фронта;
- подполковник — 28 октября 1950 г. приказом № 01473 КА СА;
- полковник — 15 марта 1957 г. приказом № 0701 Министра Обороны СССР.

## Награды
- орден Красного Знамени (Приказ № 147 49 армии от 11.10.1943, орден № 88346)
- 3 ордена Красной Звезды (Приказ № 089 49 армии от 31.05.1945, орден № 1705421), (…, орден № 3252899), (31.10.1967, орден № 3591399)
- 2 ордена Отечественной войны I степени (Приказ № 059 49 армии от 11.07.1944, орден № 57362), (14.03.1985)
- орден «За службу Родине в Вооружённых Силах СССР» III степени (30.04.1975, орден № 18469)
- орден Богдана Хмельницкого III степени (Украина) (14.10.1999, № 37979)
- медаль «За боевые заслуги» (15.11.1950)
- медаль «За оборону Москвы» (вручена 14.10.1944)
- медаль «За освобождение Варшавы» (вручена 14.12.1946)
- медаль «За взятие Берлина» (вручена 24.02.1947)
- медаль «За победу над Германией в Великой Отечественной войне 1941—1945 гг.» (вручена 23.09.1945)
- 37 других медалей СССР, Украины, Российской Федерации и государств Европы.

## Интересные факты
В 1961—1963 годах должность командира ракетной бригады была со штатно-должностною категориею «генерал-майор». Полковник Подуст М. А. подавался установленным порядком на получение очередного воинского звания. Соответствующая аттестация была подписана Командующим войсками Киевского военного округа генерал-полковником Кошевым от 10.12.1962 г., Командующим ракетных войск и артиллерии главным маршалом артиллерии Варенцовым от 24.11.1962 г., заместителем Главнокомандующего сухопутных войск генералом армии Жадовым от 18.12.1962 г. и Первым заместителем Министра обороны СССР маршалом Советского Союза Гречко от 29.01.1963 г. (основание: аттестация в личном деле), однако Председатель Совета Министров СССР Хрущёв Н. С. вычеркнул из наградного списка все фамилии офицеров-артиллеристов и ракетчиков, в том числе и полковника Подуста, из-за резонансного в то время в стране и мире шпионского дела Пеньковского, хотя Подуст даже не был знаком с Пеньковским.
В мае 2005 года во время встречи замминистра обороны Украины с ветеранами Михаил Подуст узнал, что плита с его автографом на Рейхстаге хранится в библиотеке Джорджа Вашингтона в США.

## Семья
- Жена — Касаточкина Клавдия Николаевна (1924—2006 гг.)
  - Сын — Игорь Михайлович
  - Сын — Олег Михайлович
  - Сын — Александр Михайлович
    - 5 внуков.